# Macrozamia flexuosa
Macrozamia flexuosa C.Moore, 1884 è una pianta appartenente alla famiglia delle Zamiaceae, endemica dell'Australia.

## Descrizione
È una cicade con fusto sotterraneo, ovoidale, con diametro di 10-25 cm.
Le foglie, pennate, lunghe 60-100 cm, sono disposte a corona all'apice del fusto e sono rette da un picciolo lungo 20-35 cm; ogni foglia è composta da 40-75 paia di foglioline lanceolate, con margine intero, lunghe mediamente 17-30 cm.
È una specie dioica con esemplari maschili che presentano coni terminali di solitari fusiformi, lunghi 8-25 cm ed esemplari femminili con coni solitari peduncolati di forma ovoidale, lunghi 7-11 cm.
I semi sono grossolanamente ovoidali, lunghi 20-25 mm, ricoperti da un tegumento di colore rosso arancio a maturità.

## Distribuzione e habitat
La specie è diffusa nel Nuovo Galles del Sud, in Australia sud-orientale.
Cresce in una serie di habitat differenti, dalle falesie costiere alle foresta di sclerofille, per lo più su suoli argillosi.

## Conservazione
La IUCN Red List classifica M. flexuosa come specie in pericolo di estinzione (Endangered).

La specie è inserita nella Appendice II della Convention on International Trade of Endangered Species (CITES).